# Woiwodschaft Piła

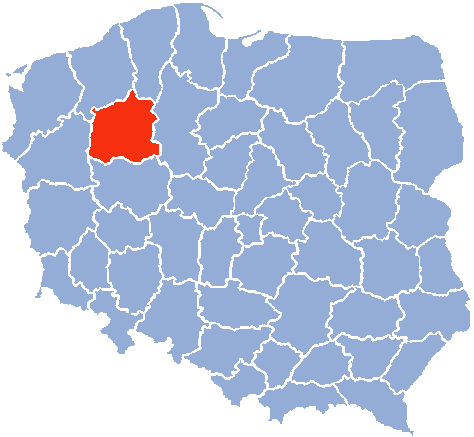
Politische Karte Polens, Woiwodschaft Piła rot hervorgehoben

Die Woiwodschaft Piła war in den Jahren 1975 bis 1998 eine polnische Verwaltungseinheit, die größtenteils im Zuge einer Verwaltungsreform in der heutigen Woiwodschaft Großpolen aufging. Ihre Hauptstadt war Schneidemühl (Piła).
Bedeutende Städte waren (Einwohnerzahlen von 2015):
- Piła (74.230)
- Wałcz (25.941)
- Wągrowiec (25.246)
- Chodzież (19.263)